# Snowboarden op de Paralympische Winterspelen 2014
Snowboarden is een van de onderdelen die op het programma stond tijdens de Paralympische Winterspelen 2014 in het Russische Sotsji. De wedstrijden werden gehouden in het Rosa Khutor Extreme Park te Krasnaja Poljana op 14 maart 2014. Het was de eerste keer dat het snowboarden op het programma staat van de Paralympische Winterspelen.

## Onderdelen
Op het programma stonden twee onderdelen, de snowboardcross voor mannen en voor vrouwen. Elke sporter mocht drie keer individueel het parcours rijden waarna de twee snelste tijden opgeteld werden en de uitslag bepaalden.

## Uitslagen

### Snowboardcross

#### Mannen
| Klasse | Totaaltijd | land | Goud        | land | Zilver       | land | Brons       |
| ------ | ---------- | ---- | ----------- | ---- | ------------ | ---- | ----------- |
| Staand | 1:43.61    | USA  | Evan Strong | USA  | Michael Shea | USA  | Keith Gabel |

#### Vrouwen
| Klasse | Totaaltijd | land | Goud               | land | Zilver                        | land | Brons     |
| ------ | ---------- | ---- | ------------------ | ---- | ----------------------------- | ---- | --------- |
| Staand | 1:57.43    | NED  | Bibian Mentel-Spee | FRA  | Cecile Hernandez Ep Cervellon | USA  | Amy Purdy |

Alpineskiën · Biatlon · Langlaufen · Rolstoelcurling · Sledgehockey · Snowboarden
2014 · 2018